# 古吉雄
古吉雄（1944年10月12日—）為臺灣籃球教練、前運動員。古吉雄曾先後效力於虎風隊、飛駝隊、公賣局隊，1978年轉任訓練員。執教過公賣金龍青年隊、宏國隊，1997年出任中華男籃總教練，率領球隊在東亞運男籃賽奪金，2004年1月接替董书岁接下中国男子篮球职业联赛辽宁盼盼總教練職位，2007年擔任超級籃球聯賽台灣大雲豹球隊顧問。

## 外部連結
- 古吉雄在fiba.basketball（英语）